# Никола Пърчанов
Никола Пърчанов е бивш български футболист, вратар.
Играл е за Септември (Плевен) (1944 – 1949) и Спартак (Плевен) (1949 – 1964). Има 201 мача в А група и 38 мача за градското, областното и републиканското първенство. С отбора на Спартак (Пл) е бронзов медалист през 1958 и финалист за Купата на Съветската армия през 1957 г. Има 2 мача за А националния отбор (1959 – 1960). „Заслужил майстор на спорта“ от 1963 г.
Никола Пърчанов е включен в състава на България за Световното първенство в Чили през 1962 г. като вратар. Това е дебютът на България на световни финали.
Носител на званието „Заслужил майстор на спорта“ от 1963 г. През първенството 1959 – 1960 срещу него са бити седем дузпи. Стражът отразява всичките удари – постижение с което не могат да се похвалят много български вратари. През 1972 г. е избран за „Най-добър играч на Спартак“ за двадесетилетието. През 2004 година е обявен за „Почетен гражданин“ на град Плевен.